# Dani Nel·lo
Dani Nel·lo (Barcelona, 2 de octubre de 1967) es saxofonista, compositor y productor discográfico.

## Trayectoria
Emprende su carrera en 1985, con 17 años, como saxofonista del grupo barcelonés de rock’n’roll Los Rebeldes. Figura carismática de la formación, graba con la banda ocho discos. El saxofonista permanece con el grupo hasta 1997.
Posteriormente, Dani Nel·lo incluye en su trayectoria nuevos sonidos como el Rhythm and blues y el jazz, y a finales de los 90 presenta su propia banda bajo el nombre de Nel·lo y La banda del Zoco, con la que graba los álbumes “Derechito al Infierno” (1998) y “Crápula” (1999).
Tras la experiencia con Nel·lo y La banda del Zoco, el saxofonista se sumerge en el universo del jazz con la creación del grupo Tandoori Le Noir, banda instrumental de Rhythm and blues formada por las figuras más destacadas del blues en Barcelona. El sonido particular de su saxo y su magnetismo interpretativo le conducen a colaborar con diversas figuras del ámbito nacional e internacional como Los Lobos, Lee Rocker, Raimundo Amador, Mike Sanchez, Barrence Withfield, Ariel Rot, Jackson Browne, Bunbury, John Parrish y Nick Curran.
En 2005 publica el álbum "Vértigo" bajo su propio nombre, con la que experimenta una mezcla atmosférica de cabaret y novela negra que sería desarrollada más adelante en las bandas sonoras para las novelas del escritor Andreu Martín, y en el espectáculo músico-teatral "Negra i criminal: La ciutat de les ombres". 
En 2010 presenta sus dos álbumes "Noir" y "Tesoro Recordings", dos entregas especialmente centradas en los sonidos del universo de la ficción criminal.
En 2009 forma la banda Los Mambo Jambo junto a Mario Cobo (guitarra), Ivan Kovacevic (contrabajo) y Anton Jarl (batería). La conjunción de estos cuatro músicos da como fruto el llamado "Sonido Jambofónico", una combinación instrumental de rock and roll, rhytm&blues, surf y jazz. Su primer disco homónimo ve la luz en 2011 con el sello Buenritmo. 
La formación se hace pronto conocida por sus incendiarios directos llenos energía que los han llevado a escenarios tanto nacionales como internacionales. Publicarán posteriormente "Impacto Inminente" (Buenritmo 2013), "La Maldición de los Rockers" (Buenritmo 2015), "Jambology" (Buenritmo 2016) y  "El Hombre y la Tierra" (7'' - Buenritmo 2017). La banda ha colaborado con diferentes artistas como Barrence Whitefield, Mike Sanchez, Diego "El Twanguero" García, etc. Con Los Mambo Jambo Nel·lo ha publicado en 2019 "Los Mambo Jambo Arkestra" (Buenritmo 2015) donde el grupo reinterpreta lo mejor de su repertorio tras 10 años de trayectoria con el apoyo de una banda de 16 músicos.
En 2014 el saxofonista publica "Dani Nel·lo & Barcelona Big Blues Band" (El Toro Records) junto al contrabajista y arreglista sérbio Ivan Kovacevic.
En solitario, Dani Nel·lo ha continuado su carrera a través de los trabajos "Sax-o-rama" (Buenritmo, 2016), "Los Saxofonistas Salvajes Vol. 1" y "Los Saxofonistas Salvajes Vol. 2" (Buenritmo, 2017 / 2018). En estos dos últimos álbumes, Nel·lo versiona a diversos saxofonistas inscritos dentro de la tradición de los llamados 'honkers', los saxofonistas de Rhythm and blues que encendieron la mecha del Rock and roll en los años 50 y 60 del pasado siglo, desarrollando un lenguaje musical singular del que Nel·lo se siente continuador.

## Producción discográfica
Nel·lo ha producido algunos de sus propios discos y los de otras formaciones. 
- Dani Nel·lo: "Noir" (Buenritmo, 2010)
- Dani Nel·lo: "Sax-o-rama" (Buenritmo, 2017)
- Dani Nel·lo: "Los saxofonistas savajes Vol.1" (Buenritmo, 2017)
- Dani Nel·lo: "Los saxofonistas savajes Vol.2" (Buenritmo, 2018)
- The Sick Boys: "So hot" (Buenritmo, 2018)
- Los Mambo Jambo: "Los Mambo Jambo Arkestra" (Buenritmo, 2019)
- Koko Jean & The Tonics: "Bus stop" (Buenritmo, 2019)
- Tro: "S'apropa tempesta" (Fresh Sound, 2019)
- Rambalaya: "Rambalaya" (Buenritmo, 2020).

## Otras facetas
Paralelamente a su carrera como saxofonista sobre los escenarios, Nel·lo ha desarrollado una consistente trayectoria como compositor de bandas sonoras para cine y teatro, así como de intérprete teatral de sus propios textos ("Estranyes Sensacions", Espai Brossa de Barcelona, 2003; "Negra i criminal: La ciutat de les ombres", 2007).
En 2004 entra en contacto con la directora teatral Carme Portaceli junto a quien funda el organismo Factoría Escénica Internacional- FEI componiendo las bandas sonoras para una docena de montajes teatrales tales como "Els baixos fons" (Gorki), "Conte d'hivern" (Shakespeare), "L'Auca del senyor Esteve" (Rusiñol) o "Prometeo" (Esquilo). 
De 2009 hasta 2014, Nel·lo codirige el popular "Taboo", el primer espectáculo de Burlesque de gran formato que se celebra periódicamente en España.
Dani Ne·lo es una cara conocida en los medios de comunicación. Desde 2010 hasta 2015, presenta y realiza la dirección artística de los programas televisivos "Jazz a l'estudi", "Blues a l'estudi" y "Cava de blues", así como otros espacios en TV3. En la actualidad dirige y presenta el programa de radio "Jazz Watusi" en iCat que navega por el universo del jazz explorando sus confines y galaxias.

## Discografía
Rebeldes
- 1986 “Rebeldes con causa”, (EPIC - CBS)

- 1987 “Preferiblemente Vivos”, (EPIC - CBS)

- 1988 “Más allá del bien y del mal”, (EPIC - CBS)

- 1989 “Héroes”, (UR)

- 1990 “En cuerpo y alma”, (EPIC - CBS)

- 1991 “Tiempos de Rock’n’Roll”, (EPIC - CBS)

- 1993 “La rosa y la cruz”, (EPIC - CBS)

- 1995 “Básicamente Rebeldes”, (EPIC - CBS)

Nel·lo y la Banda del Zoco
- 1998 “Derechito al Infierno”, (Universal Music)

- 1999 “Crápula”, (EDEL Music)

- 2000 “Tributo al Rey”, (Picap)

Tandoori Le Noir
- 2003 “Tandoori Le Noir”, (K-Industria)

Los Mambo Jambo
- 2011 "Los Mambo Jambo", (Buenritmo)
- 2013 "Impacto Inminente" (Buenritmo)
- 2015 "La Maldición de los Rockers" (Buenritmo)
- 2016 "Jambology" (Buenritmo)
- 2017 "El Hombre y la Tierra" (7'' - Buenritmo)
- 2019 "Los Mambo Jambo Arkestra" (Buenritmo)

Dani Nel·lo 
- 2005 “Vértigo”, (Fresh Sound)

- 2010 “Noir”, (Nómada 57)[6]

- 2011 "Tesoro Recordings", (Nómada 57)
- 2016 "Saxorama" (Buenritmo)
- 2017 "Los saxofonistas salvajes Vol. 1" (Buenritmo)
- 2018 "Los saxofonistas salvajes Vol. 2" (Buenritmo)

Colaboraciones discográficas destacadas
- 1997 “ Compañeros de viaje” con Loquillo, (EMI-Hispavox)

- 1998 “Cántame mis canciones” con David Lindley (COLUMNA M)

- 1999 “Begging Her Graces” con Pat McDonald & John Parrish (Ulftone)

- 2000 “Cuero español” con Loquillo, (EMI-Odeón)

- 2001 “Feo, Fuerte y formal” con Loquillo, (Blanco y Negro)

- 2001 “En vivo mucho mejor” con Ariel Roth (Warner Music)[7]

- 2003 “Lo siento Frank” con Ariel Roth (Warner Music)

- 2004 “Viaje a ninguna parte” con Bunbury (EMI Music)

- 2005 “Bloc de lírica dura” con Víctor Bocanegra (Agharta Music)

- 2007 “Jazz & Swing” con August Tharrats (Rosa Azul)

- 2008 “Balmoral” con Loquillo (Warner Music)

- 2009 “Sin Rendición” con Nu-Niles (Buen Ritmo)
- 2014 "Dani Nel·lo & Barcelona Big Blues Band" (El Toro Records)

## Teatro
- 2003 "Estranyes Sensacions", escrito y dirigido por Dani Nel·lo. Espai Brossa. Barcelona

- 2004 "Génova 2001" de Fausto Paravidino. Dir. Carme Portaceli. Teatre Grec. Barcelona

- 2006 "L’Agressor de Thomas Jonigk". Dir.Carme Portaceli. Nau Ivanow. Barcelona

- 2007 "Negra i Criminal - La ciutat de les Ombres",[8] escrito y dirigido por Dani Nel·lo. Sala Muntaner. Barcelona

- 2007 "El Perseguidor de Julio Cortázar". Dir. Lurdes Barba. Sala Muntaner. Barcelona

- 2007 "Fairy". Dir. Carme Portaceli y Toni Martín. Dir. Carme Portaceli. Nau Ivanow. Barcelona

- 2008 "Qué va passar quan Nora va deixar el seu home", de Elfriede Jelinek. Dir. Carme Portaceli. Teatre Nacional de Catalunya. Barcelona

- 2009 "Ricard II" de William Shakespeare. Dir. Carme Portaceli
- 2010 "L’Auca del senyor Esteve" de Santiago Rusiñol. Dir. Carme Portaceli. Teatre Nacional de Catalunya. Barcelona
- 2010 "Prometeo",[9] de Esquilo- Heiner Müller. Dir. Carme Portaceli. Teatre Grec. Barcelona